# Erik Börjesson (fotbollsspelare)
Erik Oskar Börjesson, född 1 december 1886 i Jonsered, Partille församling, Göteborgs och Bohus län, död 17 juli 1983 i Partille församling, var en svensk fotbollsspelare (anfallare).
Han var ansedd som en av Sveriges bästa spelare under början av 1900-talet. Börjesson deltog vid Sveriges allra första fotbollslandskamp någonsin, mot Norge 1908.
Börjesson är invald som medlem nr 12 i Svensk fotbolls Hall of Fame.

## Biografi
Erik Börjesson växte upp i Jonsered och började tolv år gammal arbeta på bruket i samhället, Jonsereds Fabrikers AB. Han var med om en olycka där han miste två fingrar. Efter att ha börjat sin karriär i den lokala klubben Jonsereds GIF bytte Börjesson till IFK Göteborg 1907. Han var en av fyra från Jonsered som började spela för IFK. Hans teknik och skottskicklighet gjorde honom till en av de bästa spelarna i laget, som ofta "stod och föll" med honom. 1908 gjorde han ett av målen när IFK blev svenska mästare för första gången. Åren 1910-1912 spelade han för Örgryte IS, men återvände sedan till IFK Göteborg.
Till fotbollsturneringen i OS 1912 var Börjesson självskriven i det svenska landslaget. Han spelade i landslagets båda matcher i turneringen och gjorde ett mål - på straff i förlustmatchen mot Nederländerna (3-4). Efter en vänskapsmatch mellan IFK Göteborg och det engelska laget Liverpool FC 1914, erbjöds han ett kontrakt med den engelska klubben, men tackade nej. Han fortsatte spela för IFK Göteborg till 1920 då han lade av med fotbollen. Han gjorde sedan comeback 1923 och var i två års tid aktiv som spelande tränare för Örgryte IS.
Börjesson speladede under sin karriär sammanlagt 17 landskamper för Sveriges landslag och gjorde 14 landskampsmål.

### Hall of Fame
Erik Börjesson valdes år 2004 in som medlem nr 12 i Svensk fotbolls Hall of Fame. Detta med presentationstexten: 
"Den ene av det första decenniets två legendarer. ’Köping’ var fältherren - ’Börje’ bollgeniet och dribblern, men även skytten”

## Privatliv
Erik Börjesson var far till Reino Börjesson.

## Meriter

### Klubblag
IFK Göteborg
- Svensk mästare (3): 1908, 1910, 1918

### Landslag
Sverige
- Uttagen till OS: 1912
- 17 landskamper, 14 mål

### Individuellt
- Mottagare av Stora grabbars märke, 1926

### Webbkällor
- Erik Börjesson på Sveriges Olympiska Kommittés webbplats
- Erik Börjesson på Olympedia (engelska)
- Lista på landskamper, svenskfotboll.se, läst 2013 01 29
- "Olympic Football Tournament Stockholm 1912", fifa.com, läst 2013 01 29
- Erik Börjesson på ifkdb.se